# Simulium jilinensis
Simulium jilinensis är en tvåvingeart som beskrevs av Chen och Cao 1983. Simulium jilinensis ingår i släktet Simulium och familjen knott. Inga underarter finns listade i Catalogue of Life.